# Eurhynchium cucullatum
Eurhynchium cucullatum là một loài Rêu trong họ Brachytheciaceae. Loài này được (Mitt.) I.G. Stone & G.A.M. Scott mô tả khoa học đầu tiên năm 1973.